# Bombardeo de reseñas
El bombardeo de reseñas (en inglés, review bombing) es un fenómeno de Internet en el que grandes grupos de personas dejan opiniones negativas. Por lo general van dirigidas a videojuegos, películas y otros productos en un intento de alterar la percepción que tienen los potenciales consumidores de dichos productos. Este bombardeo tiene como finalidad dañar ventas y popularidad. A menudo, esto se hace en respuesta a un comportamiento hacia los usuarios por parte del creador o editor de un juego, como cambios en el juego que se vuelven en contra del consumidor o cuando un título esperado no es como lo prometió la empresa en un principio, actuando como un mecanismo de castigo ante cambios que se perciben como mal intencionados. Esto se hace generalmente en un intento de obligar a las empresas a escuchar las quejas de los usuarios. Sin embargo, en algunos casos, se hace simplemente como un medio de coerción o troleo.
El bombardeo de reseñas puede estar destinado a afectar las ventas del juego al que se dirige, ya que dejar una gran cantidad de comentarios negativos puede reducir la calificación  del juego en cuestión, lo que puede llegar a alterar la posible compra por parte de un consumidor, ya que muchos usuarios se guían por las calificaciones que posee un juego antes de comprarlo.
La creciente prevalencia del bombardeo de reseñas se precipitó por el aumento de la influencia en las reseñas de los usuarios en las principales tiendas donde se venden los juegos. Generalmente las reseñas de los usuarios tiene poca supervisión por parte de la tienda que vende los juegos. La empresa Valve ha agregado histogramas a las reseñas de los usuarios de Steam para mostrar cómo estos cambian con el tiempo; Según Alden Kroll de Valve, esto puede ayudar a un posible comprador de un juego a reconocer un bombardeo de reseñas a corto plazo que no es indicativa del juego en sí, en comparación con un juego que tiene una larga cola de malas críticas. Kroll dijo que no querían silenciar la capacidad de los usuarios para dejar críticas, pero reconocieron que necesitaban hacer algo al respecto para ayudar a los consumidores.

## Casos de bombardeo de reseñas
The Elder Scrolls V: Skyrim fue reseñado en 2015 por usuarios molestos por la introducción del juego a mods de pago, lo que llevó a Valve a revertir su decisión y eliminar la funcionalidad del mod pagado. El juego volvió a sufrir de reseñas negativas junto con Fallout 4, luego del lanzamiento del Creation Club en septiembre de 2017, que reintrodujo los mods de pagos.
Titan Souls fue reseñado en 2015 por simpatizantes del YouTuber John "TotalBiscuit" Bain después de que el artista del juego independiente Andrew Gleeson se burlara de una declaración que Bain dijo que el juego "no era para mí". Bain, en un siguiente podcast, hizo comentarios sobre lo ocurrido, lo que llevó a varios de sus seguidores a reseñar el juego, aunque Bain expresó más tarde que no apoya para nada tal comportamiento.
Nier: Automata fue reseñado en abril de 2017 por jugadores chinos que exigían una traducción del juego al chino, a quien PC Gamer llamó "una nueva voz poderosa".
Grand Theft Auto V fue revisado durante junio y julio de 2017 luego de que la editora Take 2 Interactive emitiera un cese y desistiera contra la herramienta de modificación del juego OpenIV, como un intento de detener la creación de mods. El bombardeo de reseñas redujo la calificación general del juego en Steam de GTA V que paso de "positivo" a "variados".
Crusader Kings II y otros juegos de Paradox fueron reseñados y bombardeados en el mismo mes por usuarios enojados, debido al aumento en los precios en algunas regiones y  a la continua frustración por la política de DLC que utiliza Paradox.
Dota 2 fue reseñado en agosto de 2017 después de que Marc Laidlaw, un exescritor de Valve para la serie Half-Life, publicara un "fanfic" en su blog personal que varios periodistas dedujeron que era el complot de Half-Life 2: Episode 3, que tuvo planeado para su lanzamiento en 2007, pero parecía haberse convertido en un vaporware dentro de Valve. Los jugadores estaban molestos por el hecho de que el episodio no se había lanzado y se bombardeó a Dota 2, ya que se creía que debido a este juego Valve decidió abandonar el trabajo en la serie Half-Life. Ese mismo mes, los usuarios de Steam bombardearon a Sonic Mania en protesta por el uso de Denuvo, que Sega no reveló en la página de la tienda del juego el día del lanzamiento.
Firewatch fue reseñado en septiembre de 2017 después de que su desarrollador, Campo Santo, presentó una demanda (Ley de limitación de responsabilidad por infracción de derechos de autor en línea) contra un video que PewDiePie hizo de su juego, luego de un incidente en el que PewDiePie pronunció un insulto racial durante una transmisión en vivo no relacionada. Campo Santo declaró que no querían que alguien con las ideologías de PewDiePie apoyara sus juegos para justificar la demanda. Una gran número de usuarios emiten críticas negativas a Firewatch en Steam, afirmando que Campo Santo eran "social justice warrior" o que apoyaban la "censura".
En enero de 2019, la editora de Metro Exodus, anunciaron que ahora lanzarán la versión de PC del juego exclusivamente a través de la Tienda de Epic Games durante un año en lugar de Steam u otras tiendas. Debido a esta acción los juegos anteriores de la saga Metro en Steam se llenaron de reseñas negativas, ya que los jugadores estaban molestos por este acuerdo de exclusividad, utilizando el bombardeo de reseñas para descargar sus frustraciones en la Tienda de Epic Games. Uno de los desarrolladores del juego en 4A Games, advirtió que si los jugadores seguían boicoteando el juego debido a su decisión, probablemente no realizarían juegos futuros de la serie para PC.
En 2019, Ubisoft regaló Assassin's Creed Unity y donó a la Catedral de Notre Dame medio millón de euros para financiar la reconstrucción, luego de que esta se incendiara. Por aquella acción, Assassin's Creed Unity recibió un bombardeo de reseñas positivas. En las reseñas, se alababa el accionar de Ubisoft y no la condición del videojuego.
En septiembre de 2021, Genshin Impact recibió un bombardeo de reseñas negativas en la Google Play Store, reduciendo la calificación del juego de 4.5 estrellas a un número menor a 2 estrellas. Esto se debe al descontento masivo de los jugadores con las recompensas del primer aniversario del juego.